# ذي غمن (ذي السفال)

تعديل مصدري - تعديل

ذي غمن محلة تابعة لقرية الزغرور، التابعة لعزلة الحبلة بمديرية ذي السفال إحدى مديريات محافظة إب في الجمهورية اليمنية، بلغ تعداد سكانها 37 حسب تعداد اليمن لعام 2004.